# ردکلیف (آیووا)
ردکلیف (به انگلیسی: Radcliffe) شهری در ایالت آیووا کشور ایالات متحده آمریکا است که جمعیت آن در سرشماری سال ۲۰۱۰ میلادی، ۵۴۵ نفر بوده‌است.